# Hortobágyi Tibor
Hortobágyi Tibor (Magyardiószeg, 1912. március 15. – Budapest, 1990. április 16.) mezőgazdász, egyetemi tanár, a biológiai tudományok doktora (1955). Botanikai szakmunkákban nevének rövidítése: „Hortob.”.

## Életútja
A Pozsony megyei Magyardiószegen született 1912. március 15-én, pedagógus családban. 1934-ben a Szegedi Tanítóképzőben tanítói és énektanári oklevelet, 1936-ban a szegedi tudományegyetemen természetrajz-, földrajz- és vegytanszakos középiskolai tanári oklevelet is szerzett. Egyetemi évei alatt kutatómunkát végzett. Greguss Pál, Szent-Györgyi Albert és Győrffy István tanítványa volt. Doktori disszertációját 1939-ben a Tisza nagyfai holtágának mikrovegetációjáról írta.
Oktatói munkáját Budapesten a Mester utcai gyakorló iskolában kezdte. 1943-ban egyetemi magántanári címet szerzett, majd a Cinkotai Állami Tanítóképző Intézet tanára lett.
A Vallás- és Közoktatási Minisztériumban (VKM) való rövid működés után 1945-ben ideiglenesen a szegedi egyetemen a Növénytani Intézetet és a Tanárképző Főiskola Növénytani Tanszékét vezette. Ugyanabban az évben a Bajai Tanítóképző Intézet igazgatója lett.
1949-ben az egri Tanárképző Főiskola alapító tagjaként létrehozta a Növénytani Tanszéket és vezette 1958-ig. Közben részt vett a nyíregyházi Bessenyei György Tanárképző Főiskola Növénytani Tanszékének kialakításában is. 1952-ben a biológiai tudományok kandidátusa címet nyerte el. 1958-ban az Agrártudományi Egyetemen oktatott, 1959-től a Gödöllőre áthelyezett Növénytani és Növényélettani Tanszéket vezette, egyetemi tanárként. Részt vett az agrobotanikus kert kialakításában és 25 évig oktatott a gödöllői egyetemen. 1960-ban tudományos rektor lett.
Budapesten hunyt el 78 évesen, 1990. április 16-án.

## Munkássága
Kutatásainak középpontjában az algák mennyiségi és minőségi vizsgálata, morfológiai, cönológiai, teratológiai és rendszertani problémák, a halastavak produkciós biológiai vizsgálatai álltak. Foglalkozott a Balaton, a Tisza, a Duna hidrobiológiai kérdéseivel. Vizsgálatai során több új szervezetet írt le elsőként; mintegy 20 000 kézzel készített rajza jelent meg nyomtatásban, melyek rendkívüli értéket képviselnek.
Elnöke volt a Magyar Hidrológiai Társaság Limnológiai Szakosztálynak, az MTA Hidrológiai Bizottságának, a Búvár című lap szerkesztő bizottságának, a Tudományos Ismeretterjesztő Társulat (TIT) Biológiai Választmányának, a Magyar Biológiai Társaság Botanikai Szakosztályának; tagja, később elnöke volt a Tudományos Minősítő Bizottság (TMB) Általános Biológiai Szakbizottságának. Az esztergomi Balassa Bálint Társaság tiszteletbeli tagja, Esztergom város díszpolgára, A Budapesti Művészetbarátok Egyesülete elnöke volt. Egerben a városi Népfront Bizottság elnöke és városi tanácstag is volt.
Rendszeresen tartott előadásokat a Magyar Rádióban és Televízióban.
Bugát Pál-díjjal, Vásárhelyi Pál-díjjal, Herman Ottó-díjjal, Pro Natura emlékéremmel, Akadémiai Emlékéremmel, a Magyar Népköztársaság Érdemérem arany fokozatával és Bogdánffy-emlékéremmel tüntették ki.
Bolgár, cseh, indiai, japán, magyar, szlovák és szovjet kutatók több növényfajt és -nemzetséget neveztek el róla.

## Főbb munkái
- Növénytan (Haraszty Árpáddal, tankönyv, Budapest, 1950)
- A növény élete és környezete (tankönyv, Budapest, 1953)
- Növénytan. 2. Növényrendszertan és növényföldrajz (szerkesztette, Budapest, 1968)
- Agrobotanika (szerkesztette, Budapest, 1974);
- Növényrendszertan (egyetemi és főiskolai tankönyv, Budapest, 1979)
- Növényföldrajz, társulástan és ökológia (társszerző, szerkesztette Simon Tiboral, Budapest, 1981)